# Andy Umberger
Andy Umberger is een Amerikaans acteur.

## Filmografie

### Films
Uitgezonderd korte films.
- 2024 Final Heist - als Toth
- 2021 She Watches from the Woods - als chief Zimmer
- 2019 Burning Kentucky - als Abe
- 2018 Beerfest: Thirst for Victory - als Bram
- 2016 The Accountant - als Ed Chilton
- 2014 One Day: A Musical - als Youtuber
- 2013 Dark Skies – als dr. Jonathan Kooper
- 2012 A Dark Plan – als Hal
- 2011 The Rum Diary– als mr. Green
- 2010 Unstoppable – als Janeway
- 2010 Healing Hands – als dr. May
- 2008 AmericanEast – als American Safety producent
- 2008 McBride: Requiem - als Hudson Lucas
- 2006 Déjà Vu – als NTSB onderzoeker
- 2005 Nine Lives – als beveiliger
- 2005 Coach Carter – als directeur Bay Hill Athletic
- 2004 First Daughter – als supervisor geheime dienst
- 2003 S.W.A.T. – als hulpsheriff
- 2003 Dr. Benny – als mr. Lewis
- 2003 Return to the Batcave: The Misadventures of Adam and Burt – als Sam Stranglis
- 2003 The Singing Detective – als mr. Dark
- 2002 Dragonfly – als dokter
- 2001 On Edge – als boze vader
- 2000 Bounce – als piloot
- 1998 Tempting Fate – als dokter

### Televisieseries
Uitgezonderd eenmalige gastrollen.
- 2021 Bosch - als Burton Devore - 2 afl.
- 2018 Waco - als Perry Jones - 3 afl.
- 2017 GLOW - als Patrick O'Towne - 3 afl.
- 2015 Aquarius - als Howard - 3 afl.
- 2013 Man Life Crisis – als Lyle – 5 afl.
- 2011 Weeds – als rechter Franklin – 2 afl.
- 2011 Law & Order: Los Angeles - als chief Thompson – 2 afl.
- 2009-2011 The Young and the Restless – als rechter Disanto – 6 afl.
- 2005-2008 Boston Legal – als advaocaat Morrison – 4 afl.
- 2005-2008 Desperate Housewives – als Romslow – 2 afl.
- 2007 Mad Men – als dr. Arnold Wayne – 6 afl.
- 2003 24 – als dr. Linzer – 3 afl.
- 2002-2003 ER – als dr. David Harvey – 2 afl.
- 1999-2002 Buffy the Vampire Slayer – als D'Hoffryn – 4 afl.

- International Standard Name Identifier: 0000 0003 7126 185X
- Library of Congress Control Number: no2012078607
- Virtual International Authority File: 250798305
- WorldCat: E39PBJwxMVxYgyXjh8WDFR9JjC